# Oulad Sghir
Oulad Sghir (en àrab أولاد الصغير, Ūlād aṣ-Ṣaḡīr; en amazic ⵡⵍⴰⴷ ⵚⵖⵉⵔ) és una comuna rural de la província de Settat, a la regió de Casablanca-Settat, al Marroc. Segons el cens de 2014 tenia una població total de 13.866 persones.